# Torre Blanca (Sevilla)
La Torre Blanca és una torre fortificada almohade de planta octogonal irregular construïda entre els segles XII i XIII, que formava part de les defenses del tram de les muralles de Sevilla que unia la porta de la Macarena amb la porta de Còrdova. S'anomena així per estar pintada de blanc, està construïda en argamassa i maó i en el seu interior disposava de bones estances en dos cossos o plantes voltades.
Formava part, juntament amb la torre del Oro, la torre de la Plata i la torre Abd l'Aziz de les torres defensives de què disposava el conjunt emmurallat de la ciutat, i és l'única en l'actualitat que conserva el seu llenç de muralla; al llarg d'aquest s'estenen vuit torres més, encara que de menors dimensions i d'estructura més simple.
Pertany al període almohade de la ciutat, pel que degué ser aixecada durant la important ampliació duta a terme durant el domini del sultà Ali ibn Yusuf, i reforçada en les posteriors millores efectuades el segle xiii, que van dotar als murs d'altres elements defensius com la barbacana, que també es conserva en aquest tram. Va ser enderrocada parcialment durant la Revolució de 1868.
En l'actualitat també és coneguda com a torre o torrassa de la tia Tomasa, anciana que es va refugiar a la Torre i que, segons explica la llegenda, vivia amb dos follets, Narilargo i Rascarrabia, que es dedicaven a espantar els veïns del barri.